# Таймира
Тайми́ра — річка в Східному Сибіру.Довжина річки — бл. 840 км, площа басейну — 125 тис. км².
Таймира протікає в Таймирському районі Красноярського краю Російської Федерації. Бере початок з гір Бирранґа, впадає у Таймирську губу Карського моря.
Озеро Таймир поділяє річку на Верхню Таймиру (567 км) і Нижню Таймиру (187 км).
Живлення переважно снігове. Замерзає в жовтні, скресає в червні.
На річці здійснюється рибальство.
Басейн Верхньої Таймири — в межах Таймирського заповідника.

## Джерело
- Українська радянська енциклопедія : у 12 т. / гол. ред. М. П. Бажан ; редкол.: О. К. Антонов та ін. — 2-ге вид. — К. : Головна редакція УРЕ, 1974–1985., Т.11. кн.1, К., 1984, стор. 119
- Верхня Таймира / Державний водний реєстр Російської Федерації. Постанова Уряду РФ № 253 від 28 квітня 2007 року. (рос.)
- Нижня Таймира (Таймира) / Державний водний реєстр Російської Федерації. Постанова Уряду РФ № 253 від 28 квітня 2007 року. (рос.)